# 오다큐 전철 7000형 전동차
오다큐 전철 7000형 전동차(일본어: 小田急7000形電車 おだきゅう7000がたでんしゃ[*])는 오다큐 전철에 재적하고 있던 특급형 전동차이다. 애칭은 LSE(Luxury Super Express). 블루리본상 선정차량이다 (1981년). 2018년에 은퇴했다.

## 참고 자료
- 輿水醇 (1982년 6월). “LSEの企画から完成まで”. 《鉄道ピクトリアル》 (電気車研究会) (405): 81–85.